# Jan Wosiński
Jan Wosiński (* 15. Mai 1914 in Niedośpielin; † 19. Juli 1996 in Płock) war ein polnischer römisch-katholischer Geistlicher und Weihbischof in Płock.

## Leben
Jan Wosiński besuchte von 1928 bis 1933 das kirchliche St.-Stanislaus-Kostka-Gymnasium in Płock. Nachdem Wosiński das Abitur erlangt hatte, studierte er Philosophie und Katholische Theologie am Priesterseminar in Płock. Am 18. Juni 1939 empfing er in der Kathedrale von Płock durch den Weihbischof in Płock, Leon Wetmański, das Sakrament der Priesterweihe.
Wosiński war zunächst als Pfarrvikar der Pfarrei St. Matthäus in Pułtusk tätig. Um einer Inhaftierung durch die Gestapo zu entgehen, verließ er im März 1942 die Pfarrei. Nachdem er kurzzeitig in Warschau gewirkt hatte, war er Pfarrer der Pfarreien St. Martin in Zadroże und St. Katharina von Alexandrien in Niedośpielin. Im März 1943 wurde Jan Wosiński Kaplan sowie Religions- und Lateinlehrer an der Mädchenlehranstalt der Ursulinen in Warschau. Später war er zudem Kaplan in Powiśle und Krankenhausseelsorger während des Warschauer Aufstands 1944. Von 1945 bis 1948 wirkte Wosiński als Religionslehrer und erneut als Pfarrvikar in Pułtusk. Danach war er Präfekt am Gymnasium in Sierpc und Verantwortlicher für die Jugendpastoral. 1950 wurde Jan Wosiński für weiterführende Studien an die Katholische Universität Lublin entsandt, an der er 1952 ein Lizenziat im Fach Katholische Theologie erwarb und 1954 mit der Arbeit Podmiot roztropności według św. Tomasza z Akwinu („Das Subjekt der Klugheit nach Thomas von Aquin“) zum Doktor der Theologie promoviert wurde. 1954 wurde Wosiński Beichtvater und 1955 Spiritual am Priesterseminar in Płock. Außerdem lehrte er Moraltheologie und Fundamentaltheologie am Priesterseminar. 1959 verlieh ihm Papst Johannes XXIII. den Titel Päpstlicher Geheimkämmerer.
Am 20. November 1961 ernannte ihn Papst Johannes XXIII. zum Titularbischof von Abaradira und zum Weihbischof in Płock. Der Erzbischof von Gniezno und Warschau, Stefan Kardinal Wyszyński, spendete ihm am 4. Februar 1962 in der Kathedrale von Płock die Bischofsweihe; Mitkonsekratoren waren der Weihbischof in Płock, Piotr Dudziec, und der Weihbischof in Częstochowa, Stefan Bareła. Jan Wosiński wählte den Wahlspruch Immaculata vincet („Die Unbefleckte wird siegen“). Nach dem Tod von Tadeusz Paweł Zakrzewski leitete Wosiński vom 19. Mai 1962 bis zum 21. Januar 1964 während der Zeit der Sedisvakanz das Bistum Płock als Apostolischer Administrator. Von 1964 bis 1991 war er Generalvikar des Bistums Płock. Daneben wirkte er als Vorsitzender der diözesanen Missionskommission und der Ökumenemission sowie als stellvertretender Vorsitzender des Diözesanpastoralrats. Außerdem gehörte er dem Consilium vigilantiae an.
In der Polnischen Bischofskonferenz war Jan Wosiński von 1972 bis 1984 Vorsitzender der Missionskommission und gehörte der Kommission für die polnische Diaspora an. Zusätzlich war er als nationaler Direktor der Päpstlichen Union für den Missionsklerus (1963–1970) und der Päpstlichen Missionswerke (1970–1985) tätig. Darüber hinaus nahm Wosiński an der dritten und vierten Sitzungsperiode des Zweiten Vatikanischen Konzils teil.
Papst Johannes Paul II. nahm am 19. Oktober 1991 das von Jan Wosiński aus Altersgründen vorgebrachte Rücktrittsgesuch an. Wosiński starb am 19. Juli 1996 in Płock und wurde auf dem dortigen städtischen Friedhof beigesetzt.

## Schriften
- Wkład bł. Maksymiliana Kolbe w misyjne dzieło Kościoła. In: Collectanea Theologica. Band 42, Nr. 4, 1972, S. 5–14.